# Gianni Agnelli
Giovanni "Gianni" Agnelli, OMRI, OML, OMCA, CGVM, CMG (12. března 1921 Turín – 24. ledna 2003 Turín), známý také jako L'Avvocato ("Právník"), byl italský průmyslník a hlavní akcionář společnosti Fiat. Jako šéf společnosti Fiat kontroloval 4,4 % italského HDP, 3,1 % průmyslových zaměstnanců a 16,5 % průmyslových investic do výzkumu. Byl nejbohatším mužem v moderní italské historii.
Agnelli byl považován za člověka s dokonalým a mírně výstředním smyslem pro módu, který ovlivnil italskou i mezinárodní pánskou módu. Agnellimu bylo v roce 1967 uděleno vyznamenání Rytířský velkokříž Řádu za zásluhy Italské republiky a v roce 1977 titul Rytíř práce (Ordine al merito del lavoro, stupeň Cavaliere del lavoro). Po jeho smrti v roce 2003 přešla kontrola nad firmou postupně na jeho vnuka a vyvoleného dědice Johna Elkanna.